# Jean-Marc Adjovi-Bocco
Jean-Marc Adjovi-Bocco (ur. 22 grudnia 1963 w Kotonu) – beniński piłkarz, grający na pozycji obrońcy. Grał w reprezentacji Beninu w latach 1996–1997.
Jest znany w Szkocji z powodu swoich występów w Hibernian F.C., gdzie był znany przez fanów jako Jimmy Boco.
W 2003 wraz z kilkoma innymi piłkarzami założył Diambars, akademię futbolową w Senegalu.